# Kanton Montoir-de-Bretagne
Der Kanton Montoir-de-Bretagne war von 1973 bis 2015 ein französischer Wahlkreis im Arrondissement Saint-Nazaire, im Département Loire-Atlantique und in der Region Pays de la Loire; sein Hauptort war Montoir-de-Bretagne.

## Gemeinden
Der Kanton Montoir-de-Bretagne umfasste vier Gemeinden:
| Gemeinde              | Bretonisch           | Einwohner (2012) | Fläche (km²) | Code postal | Code Insee |
| --------------------- | -------------------- | ---------------- | ------------ | ----------- | ---------- |
| Donges                | Donez                | 7092             | 48,50        | 44480       | 44052      |
| Montoir-de-Bretagne   | Mouster-al-Loc'h     | 6950             | 36,79        | 44550       | 44103      |
| Saint-Malo-de-Guersac | Sant-Maloù-Gwersac'h | 3215             | 14,62        | 44550       | 44176      |
| Trignac               | Trinieg              | 7153             | 14,38        | 44570       | 44210      |
| Kanton                |                      | 24.410           | 114,29       | –           | 4447       |